# Glauberit
Glauberit är ett sulfatmineral av natrium och kalcium. Det är ett gulgrått salt, som är delvis lösligt i vatten, varvid gips samtidigt skiljs av. Detta sker även i fuktig luft varför mineralet blöder natriumsulfatlösning och inte är beständigt.

## Etymologi och historia
Glauberit upptäcktes år 1808 av M Dumeril i närheten av Villarubia de Santiago. Mineralnamnet är efter Johann Rudolph Glauber.

## Förekomst
Mineralet förekommer tillsammans med andra sulfat och karbonat t.ex. i San Bernardino County i Kalifornien och tillsammans med stensalt vid Villarubia i Spanien, Berchtesgaden i Bayern, Stassfurt m.fl. ställen.

## Användning
Glauberit utgör råvara för utvinning av natriumsulfat och har tidigare använts för tillverkning av soda.